# Castellaro
Castellaro är en ort och kommun i provinsen Imperia i regionen Ligurien i Italien. Kommunen hade 1 249 invånare (2018).